# 布拉努-莱塔亚德
布拉努-莱塔亚德（法語：Branoux-les-Taillades，法語發音：[bʁanu le tajad]）是法国加尔省的一个市镇，属于阿莱斯区。该市镇主要由布拉努（Branoux）和莱塔亚德（Les Taillades）两村镇组成。

## 地理
布拉努-莱塔亚德（44°13'13"N, 3°59'25"E）面积15.02 平方千米，位于法国奧克西塔尼大區加尔省，该省份为法国南部沿海省份，南端濒地中海，北起顺时针与阿尔代什省、沃克吕兹省、罗讷河口省、埃罗省、阿韦龙省和洛泽尔省接壤。
与布拉努-莱塔亚德接壤的市镇（或旧市镇、城区）包括：拉格朗孔布、拉姆卢兹、圣塞西尔当多尔日、莱萨勒迪加尔东、勒科莱德代兹、圣于连德潘。

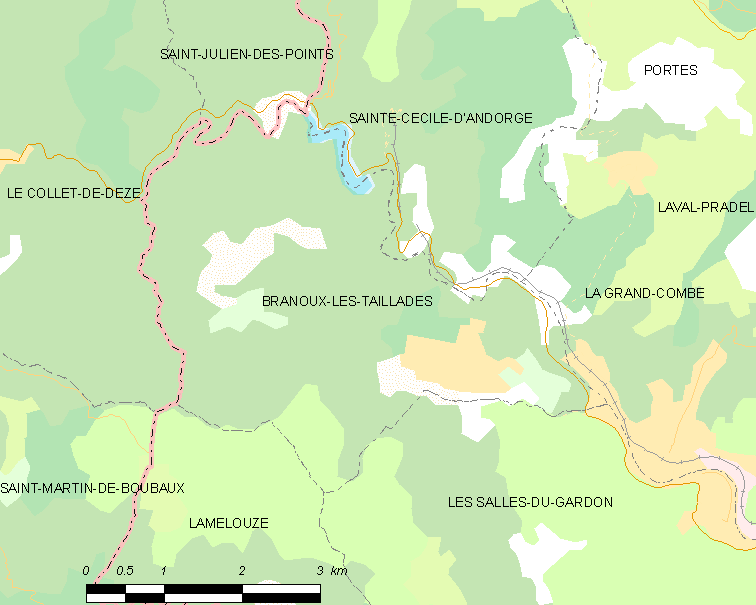
布拉努-莱塔亚德的OSM定位图

布拉努-莱塔亚德的时区为UTC+01:00、UTC+02:00（夏令时）。

## 行政
布拉努-莱塔亚德的邮政编码为30110，INSEE市镇编码为30051。

## 政治
布拉努-莱塔亚德所属的省级选区为拉格朗孔布县。

## 人口

1962-2008年间布拉努-莱塔亚德人口变化图示

布拉努-莱塔亚德于2022年1月1日时的人口数量为1297人。